# André Giauque
André Giauque, né le 5 décembre 1921 à Lons-le-Saunier et mort le 14 juin 2015 à Paris 15e,, est un syndicaliste français.

## Biographie
Né le 5 décembre 1921 à Lons-le-Saunier (Jura), il est fonctionnaire au ministère de la Reconstruction. Il termine sa carrière comme chef de service administratif au ministère de l’Equipement et du Logement. 
Dès 1947, il crée un syndicat des agents de la Reconstruction lié à Force ouvrière. Il est secrétaire général-adjoint de la Fédération des Travaux publics et des Transports en 1956, secrétaire permanent de la FGF-FO en 1963, puis secrétaire général de la Fédération générale des fonctionnaires - Force ouvrière (FGF FO) de 1973 à 1987. Il est également membre de la commission exécutive confédérale et enfin secrétaire général de l’Union interfédérale des Fonctionnaires retraités de 1989 à 2003.